# T-40 (Panzer)
Der T-40 (Objekt 020) war ein leichter sowjetischer Schwimmpanzer zur Zeit des Zweiten Weltkrieges. In der Sowjetunion wurde er als „kleiner Panzer“ klassifiziert.
Das Konstruktionsbüro des Werks Nr. 37 in Moskau entwickelte den T-40 in der ersten Hälfte des Jahres 1939. Als Chefkonstrukteur wirkte Nikolai Alexandrowitsch Astrow, einer der damals führenden Spezialisten in der Entwicklung leichter Panzer. Die Rote Armee nahm den Panzer im Dezember 1939 an und das Werk Nr. 37 produzierte ihn bis Dezember 1941 in Serie.
Während der Serienfertigung modifizierten die Entwickler den T-40 mehrfach, sowohl um die Fertigung zu vereinfachen, als auch um Panzerung und Feuerkraft zu verstärken. Die späteren Ausführungen, in der Literatur als T-40S und T-30 bezeichnet, wiesen einen besseren Panzerschutz auf und trugen als Hauptbewaffnung eine kleinkalibrige Maschinenkanone statt eines überschweren Maschinengewehrs. Gleichzeitig verloren die Panzer ihre Schwimmfähigkeit. Diese Varianten stellten Übergangsmodelle zum Nachfolgemodell, dem leichten Panzer T-60 dar.
Die Rote Armee setzte den T-40 hauptsächlich in den Kämpfen der Anfangsphase der deutschen Invasion der UdSSR ein. Die meisten T-40-Panzer wurden im Spätherbst des Jahres 1941 in der Schlacht um Moskau eingesetzt. Fast alle Panzer gingen hier und in Folge verloren, so dass der Typ bereits 1942 aus den Panzertruppen verschwand. Einzelne verbliebene Fahrzeuge verwendete die Armee zu Trainingszwecken bis zum Ende des Krieges.

## Entwicklungsgeschichte

### Voraussetzungen

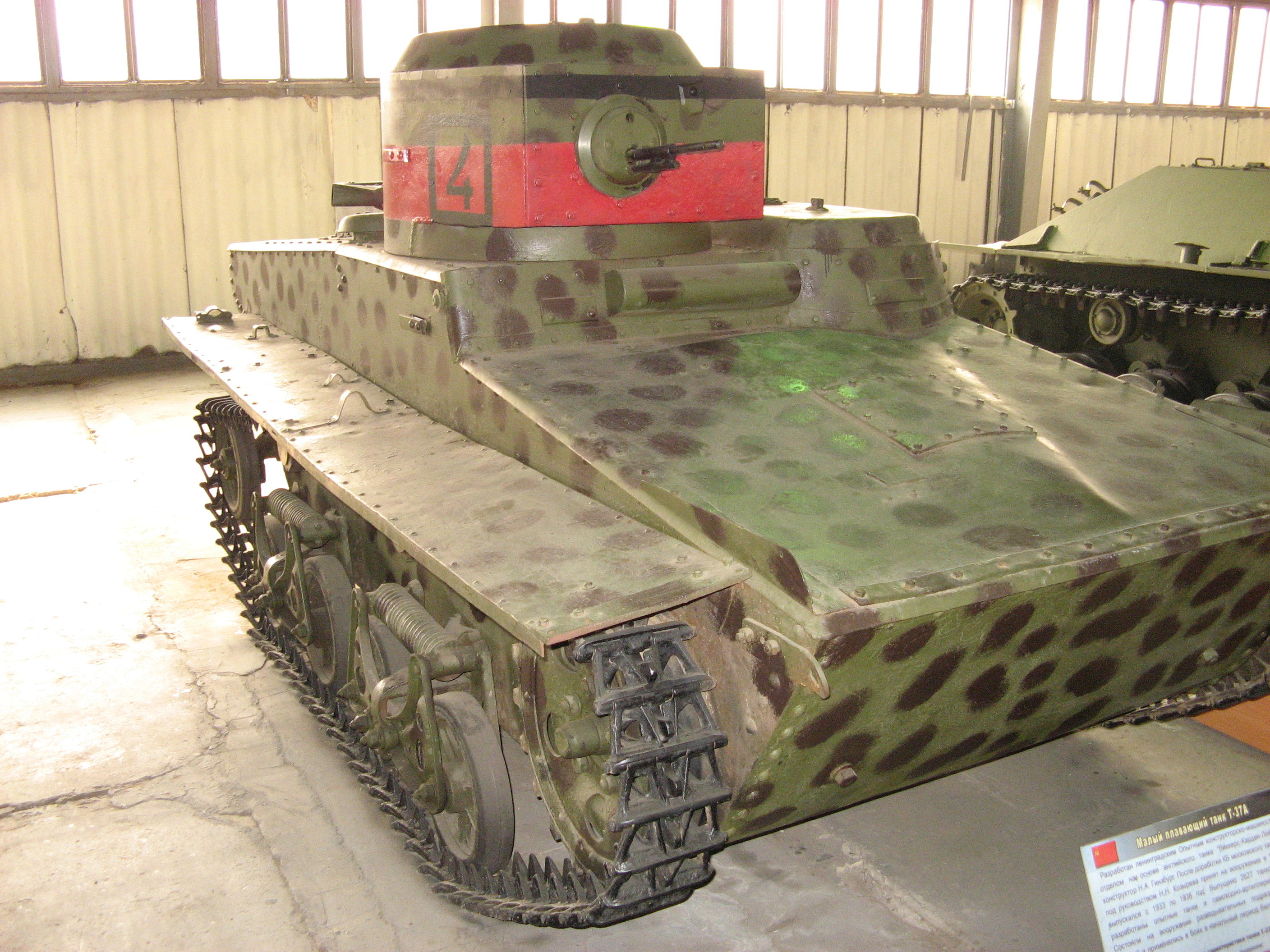
Der T-37A, im Dienst der Roten Armee ab 1933

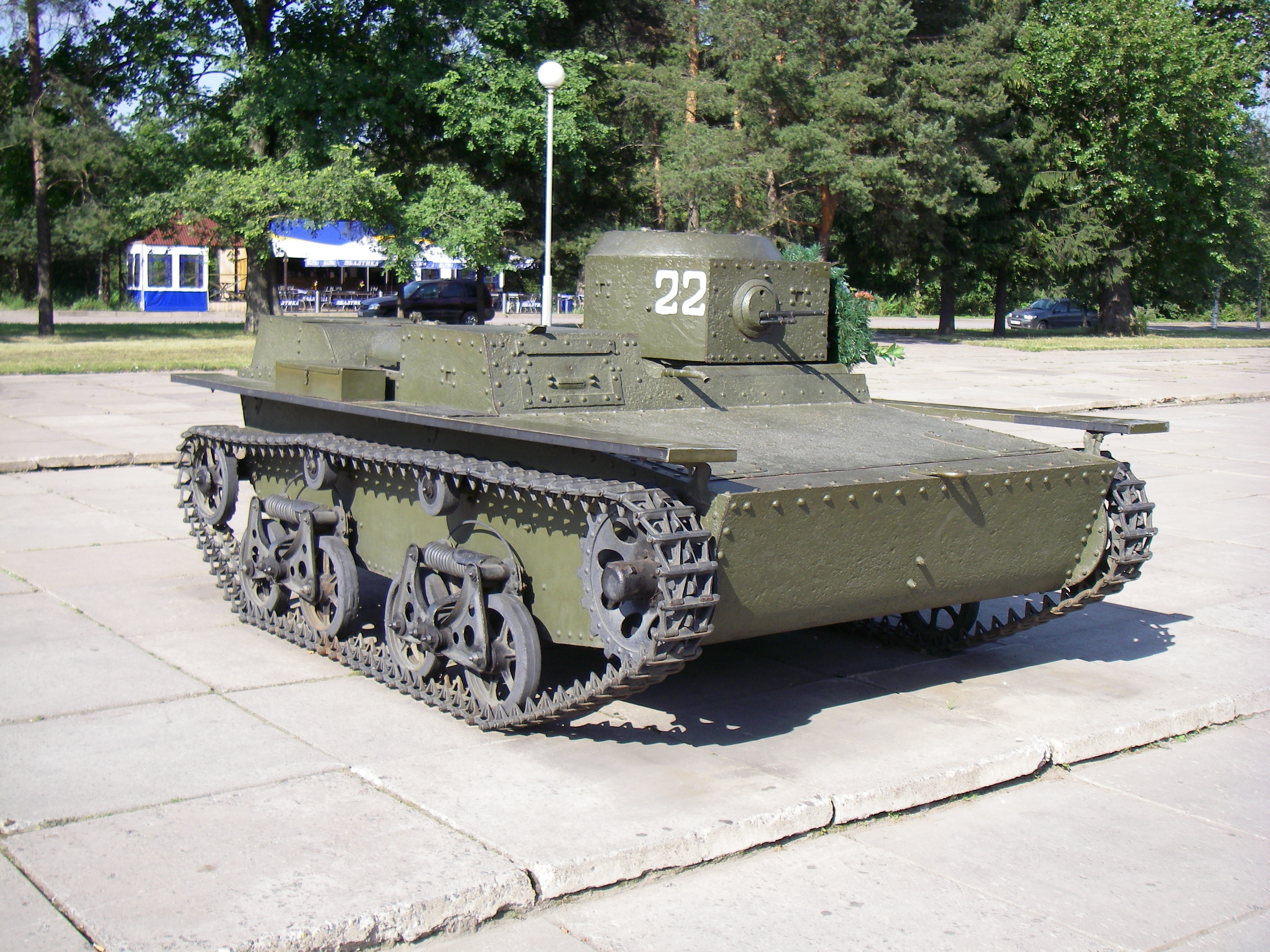
Der kleine Panzer T-38 wurde 1936 in Dienst genommen

Neben den schweren, mittleren und leichten Panzern sah das System der Panzerausrüstung der Roten Armee eine besondere Klasse von Panzern vor, die sogenannten kleinen Panzer (russisch малые танки). Sie bildeten eine Unterart des leichten Panzers. Aufklärung, Schutz der Infanterie beim Marsch, Kampf gegen gegnerische Saboteure, Fallschirmjäger und Partisanen sowie die Nachrichtenverbindung waren typische Aufgaben für den kleinen Panzer der Roten Armee Ende der 1930er-Jahre. Auch sollten sie Wasserhindernisse ohne Vorbereitung überwinden können.
Ende der 1930er-Jahre gehörten zwei Typen von kleinen Panzern zur Ausrüstung der Roten Armee, der T-37A und der T-38. Beide Fahrzeuge waren Weiterentwicklungen eines britischen Schwimmpanzerprototyps, dessen Lizenz zum Bau und zur Weiterentwicklung des Entwurfs bei Carden-Loyd Tractors Ltd. gekauft worden war. Die Anpassung der britischen Konstruktion an die sowjetischen Produktionsbedingungen übernahm das Konstruktionsbüro des Moskauer Werks Nr. 37 unter Leitung N. N. Kosyrews und N. A. Astrows. Die großen an ihn gestellten Erwartungen konnte das Ergebnis dieser Arbeiten, der kleine Schwimmpanzer T-38 nur zu einem kleinen Teil erfüllen. Zwei darauf folgende Modernisierungen behoben nur einen Teil der Mängel. Der T-38 wies weiterhin folgende Hauptschwachpunkte auf:
- schwache Bewaffnung mit nur einem 7,62-mm-DT-Maschinengewehr;
- schwache Panzerung, die nicht vor Treffern durch Panzerbüchsen, Granatsplitter und Handgranaten schützen konnte;
- räumlich getrennte Plätze für Fahrer und Kommandant, so dass der Panzer bei Verwundung oder Tod des Fahrers gänzlich ausfiel;
- ungenügende Schwimmfähigkeit; der Panzer konnte selbst bei gutem Wetter weder zwei Soldaten noch sonstige Nutzlast befördern, mehrmals sanken T-38 bei Übungen und Tests aufgrund ungenügender Abdichtung der Panzerwanne oder infolge leichten Wellengangs;
- schlechte Mobilität auf weichen Böden.[S 1]

Deshalb begann das Konstruktionsbüro des Werks Nr. 37 unter der Leitung N. A. Astrows bereits im zweiten Halbjahr des Jahres 1937 mit den Arbeiten am Projekt eines neuen kleinen Schwimmpanzers, der diese Mängel nicht mehr aufweisen sollte. Eine Hauptentwicklungsrichtung lag im Bereich der Panzerwanne, die durch eine günstigere Formgebung bessere Schwimmeigenschaften aufweisen sollte, um so die bestehenden Beschränkungen in der Abmessung der Wanne zu verringern. Außerdem sollten billige und zuverlässige Teile aus der Automobilindustrie für den Antrieb sowie technische Neuentwicklungen für das Laufwerk verwendet werden. Einige Bestandteile des neuen Entwurfs wurden vom T-38 übernommen, das Projekt mit der Bezeichnung 010 war aber keine Weiterentwicklung des britischen Urahnen der T-37A- und T-38-Panzer, sondern eine unabhängige Neuentwicklung durch Astrows Konstruktionsbüro.

### Vorkriegsentwicklung
Das Schicksal des Projektes 010 war in einer frühen Entwicklungsstufe akut bedroht. Der Auftraggeber der Panzerfahrzeuge, das Hauptpanzeramt der Roten Armee (GBTU (ГБТУ РККА – russisch Главное БронеТанковое Управление Рабоче-Крестьянской Красной Армии Glawnoje BronjeTankowoje Uprawlenije Rabotschije-Kreßtjanskoj Krasnoj Armii), wünschte anstatt eines Panzers wie dem T-38 als Schwimmaufklärer ein Fahrzeug, das sich, ähnlich den Fahrzeugen der BT-Serie, sowohl auf Rädern als auch mit aufgezogenen Ketten (bei der Fahrt im Gelände) fortbewegen konnte (колёсно-гусеничный танк, Koljoßno-Gußennitschnij Tank)). Als Gewicht waren fünf bis sechs Tonnen, als Antrieb ein Dieselmotor mit etwa 150 bis 180 PS gefordert. Dieses Projekt trug die Armeebezeichnung T-39. Zu diesem Zeitpunkt vertrat Astrow den verhafteten N. N. Kosyrew als Direktor des Werks Nr. 37. Er meldete dem GBTU die Unmöglichkeit des Baus eines solchen Panzers im Rahmen der Gewichts- und Kostenvorgaben. Auch stand kein passender Dieselmotor zur Verfügung, es gab nicht einmal ein Projekt zu dessen Entwicklung. Diese Einwände führten nur zur Anweisung, einen solchen Motor bis zum Herbst 1937 zu entwickeln. Im Juli 1937 folgte die Inspektion durch das GBTU, dessen Bericht für Astrow und seine Mitarbeiter unbefriedigend ausfiel. Im Frühjahr 1938 änderte die neue Führung des GBTU (die vorhergehenden Kader waren der stalinischen Tschistka zum Opfer gefallen) jedoch die taktischen und technischen Anforderungen für den neuen Schwimmpanzer deutlich. Jetzt sollte dieser ausschließlich auf Ketten fahren können und ein Ottomotor mit 90 PS Leistung zum Einsatz kommen. Diesen Anforderungen entsprach Astrows Projekt 010 gut. Zur selben Zeit erhielt das Projekt die Armeebezeichnung T-40.
In dieser Zeit wurde das 010-Projekt vom kleinen Konstruktionsbüro des Werks Nr. 37 entwickelt. Außer dem Chefkonstrukteur, der aktiv an der Projektierung teilnahm, waren die Ingenieure R. A. Anschelewitsch und A. W. Bogatschew mit der Entwicklung des neuen Panzers beschäftigt. Es wurde jedes Laufrad einzeln mit einem Drehstab gefedert. Die Konstrukteure legten besondere Sorgfalt auf die Ergonomie des Fahrzeugs. Anders als beim T-38 saß die Mannschaft des T-40 in einem Raum; der Fahrer hatte seinen Arbeitsplatz mittig in der Panzerwanne mit einem guten Blickfeld. Seine Sehöffnung war hoch in der Frontpanzerung angebracht, um das Eindringen von Wasser bei Wasserfahrten zu vermeiden; auch wurde Platz für die sperrige 71-TK-3-Funkanlage vorgesehen. Abweichend von der offenen Anbringung des Schraubenpropellers am T-38 wurde dieser am neuen Fahrzeug zum Schutz vor möglichen Beschädigungen in einer speziellen hydrodynamischen Nische am Heck platziert.
Die Arbeiten am Entwurf waren im Frühling 1939 fast beendet und schon im Juli 1939 begannen die Tests der ersten vier Versuchspanzer. Zwei Fahrzeuge fuhren mit der neuen Drehstabfederung, die anderen beiden Panzer waren mit der alten Federung mit zwei Rollenwagen und Blattfedern ausgestattet. Das ausgedehnte Testprogramm umfasste die Prüfung der Lauf- und Manövriereigenschaften zu Land und zu Wasser, die Überwindung von künstlichen und natürlichen Hindernissen, die Erprobung der Waffen sowie die Bewertung der Bedienerfreundlichkeit der Waffen und des Panzers im Ganzen. Da das GAS-Werk Probleme mit dem Beginn der Serienproduktion der 85-PS-Ottomotoren GAS-202 hatte, waren alle vier Versuchpanzer mit importierten Prototypen des GAS-202-Motors (Dodge Export) ausgestattet. Das Testprogramm war gegenüber dem der Vorgänger um einiges umfangreicher, da jetzt möglichst alle Schwächen des Entwurfs noch vor dem Ende der Entwicklungsphase gefunden und behoben werden sollten, um den T-40 so auch in der Hand eines gering qualifizierten Soldaten zuverlässig funktionieren zu lassen.
Die Tests zeigten eine Vielzahl an nötigen Änderung des Entwurfs, das Werk Nr. 37 konnte diese Mängel aber schnell beheben. Insbesondere wurde die Panzerwanne um zwölf Zentimeter verlängert und um fünf Zentimeter verbreitert, während die Höhe verringert wurde, um so die Stabilität zu Lande und zu Wasser zu verbessern. Auch verstärkten die Konstrukteure die Drehstäbe der Federung, vergrößerten den Durchmesser und die Breite der Laufrollen und ersetzten den dreiflügeligen Propeller durch einen vierflügeligen. Als Ergebnis der Tests erwies sich die Drehstabfederung der alten Variante mit zwei Rollenwagen und Blattfedern überlegen und wurde daher für die künftigen Serienfahrzeuge empfohlen. Nach den erfolgten Verbesserungen des Panzers wurde dieser von den Militärexperten und der staatlichen Leitung der Panzerindustrie akzeptiert.
Am 19. Dezember 1939 hatte das Verteidigungskomitee der UdSSR mit der Resolution Nr. 433ss den verbesserten kleinen Panzer des 010-Projekts unter derselben Armeebezeichnung T-40 gleichzeitig mit einigen anderen neuen Militärfahrzeugen in den Dienst übernommen. Dieses Dokument stellte an das Werk Nr. 37 eine Reihe von neuen Aufgaben: bis zum 1. März 1940 sollte der Betrieb drei Versuchspanzer des T-40 fertigen, bis 1. August 1940 sollte eine kleine Vorserie aus 15 Fahrzeuge fertiggestellt sein und am 1. Oktober 1940 sollte mit der Serienproduktion des T-40 begonnen werden.
Im Laufe des späten Frühlings 1940 baute das Werk Nr. 37 noch zwei weitere Versuchspanzer, bei denen alle Anmerkungen auf Grundlage der Ergebnisse der Tests Berücksichtigung fanden. Zu diesem Zeitpunkt wurden die ersten sowjetischen GAS-11-Motoren aus der Serienproduktion geliefert, genau zur rechten Zeit, da infolge von Verschleiß der importierten Ottomotoren in den vorherigen Versuchsfahrzeugen diese einen erhöhten Wartungsaufwand zum Weiterbetrieb erforderlich machten. Im Sommer 1940 besuchten der Volkskommissar der Verteidigung S. K. Timoschenko und der Generalstabschef G. K. Schukow das Werk, um die neuen T-40-Vorserienpanzer zu begutachten. Letzterer hatte ein besonderes Interesse am T-40 und der Fähigkeit des Werks zur Serienfertigung des T-40.

### Entwicklung während des Krieges
Nach dem Überfall der deutschen Wehrmacht auf die Sowjetunion bekam das Werk Nr. 37 den Befehl, die Produktion des kleinen Schwimmpanzers T-40 zu beenden und die Produktionskapazitäten für die Fertigung des leichten Panzers T-50 vorzubereiten. Indessen forderte die Rote Armee den Bau möglichst vieler Panzer im Hinblick auf ihre hohen Verluste in der Anfangsphase des Krieges und in Anbetracht des weiteren Vormarschs der Wehrmacht. Für das Werk Nr. 37 war der technologische Prozess der T-50-Serienproduktion aber zu kompliziert. In dieser Situation nahm Astrow die Arbeit an einem neuen leichten Panzer, unter hauptsächlicher Nutzung der Teile und Geräte des T-40 auf und schnell wurde durch das Verteidigungskomitee der Befehl zur Serienproduktion des T-50 zu Gunsten der Vergrößerung der Produktion der „Landvariante“ des T-40, dem T-40S (russisch Т-40С) widerrufen. Diese Ausführung wurde im Juli 1941 auf Initiative des Oberst S. A. Afonins, Leiter einer der Abteilungen des GBTU, entwickelt. Da die Schwimmfähigkeit des T-40 in den Kämpfen der ersten Monate des Krieges nicht eingesetzt wurde, bestand die Möglichkeit, die Konstruktion des Panzers unter Verzicht auf die notwendigen Vortriebsmittel für die Wasserfahrt zu vereinfachen. Der Propeller mit Kardanwelle, das Zapfwellengetriebe, Steuerruder, Wärmeübertrager, Lenzpumpe, Wasserschild und Kompass wurden entfernt und die Gewichtseinsparung zur Verstärkung der Panzerung auf bis zu 15 mm an den wichtigsten Stellen der Panzerwanne genutzt. Die Nische für den Schraubenpropeller wurde aber beibehalten. Später konnte auch keine Funkanlage mehr eingebaut werden, da es an diesen Geräten mangelte.
Das letzte Überbleibsel der ursprünglichen Konzeption eines Schwimmpanzers, die nun unnütze hydrodynamische Nische, wurde an der folgenden und auch gleichzeitig letzten Ausführung des T-40 abgeschafft. Nach ihrer Projektbezeichnung 030 wird diese in der Literatur T-30 genannt. Der russische Historiker M. N. Swirin führt dazu auf Grund seiner Forschungen in den Archivdokumenten des Panzerindustrie-Volkskommissariats aus, dass Astrow in einem Brief an Josef Stalin im Bezug auf den Vorschlag der Produktion einer weiter verbesserten Version des T-40 anstatt des zu komplizierten T-50s von ebendieser Variante berichtete. Nach Stalins Zustimmung im August 1941 erhielt dieses Fahrzeug dann ursprünglich die Bezeichnung T-60, die später auch für den Nachfolger des T-40, dem eigentlichen T-60 verwendet wurde. Dies, so Swirin, erklärt die in der Literatur somit irrtümlich dargelegte, ungewöhnlich kurze Entwicklungszeit des eigentlichen T-60 als Verwechslung mit der letzten T-40-Variante, die bereits vorher als T-60 in den Dokumenten zu finden war.

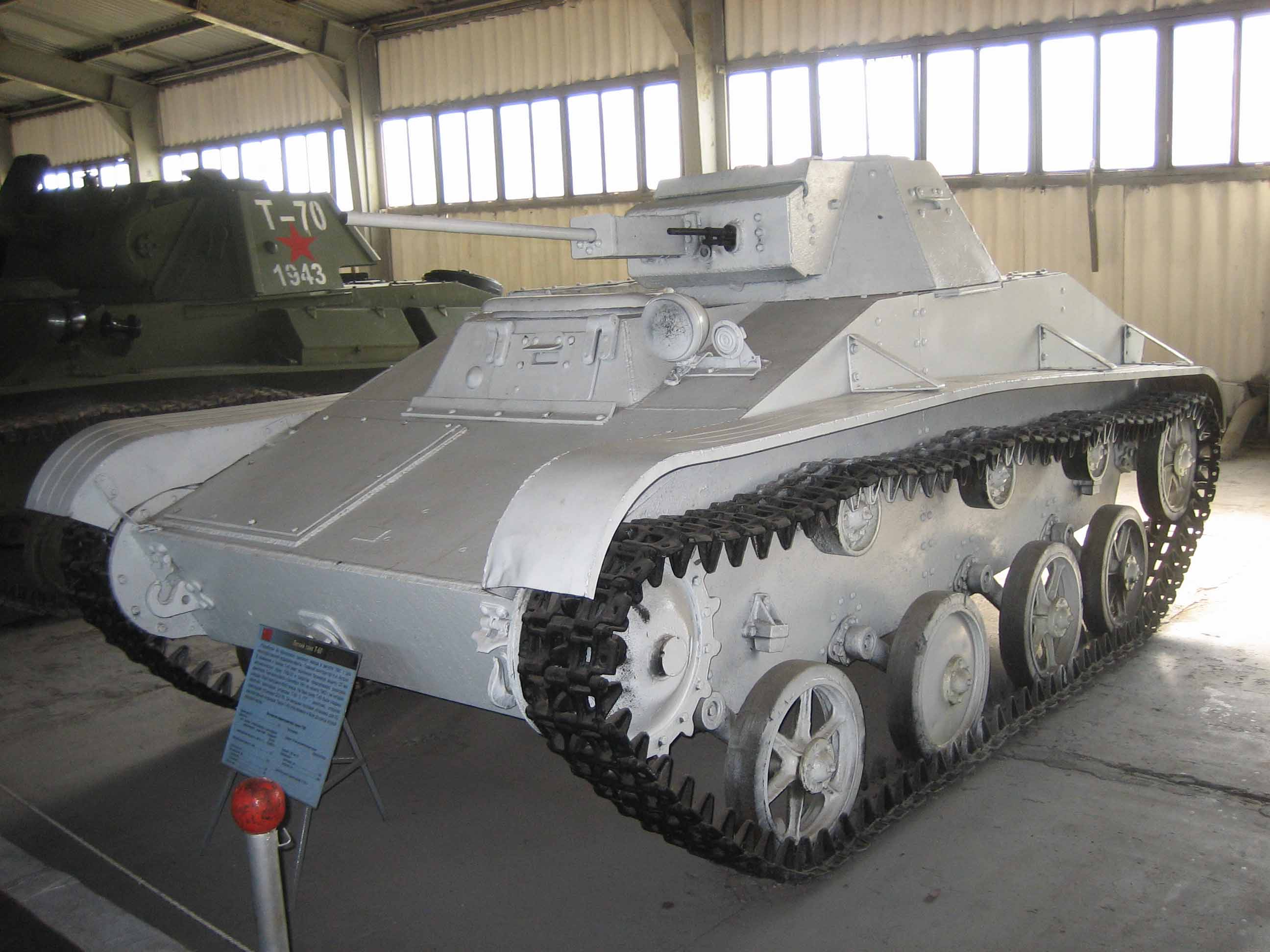
Der T-60 wurde zum Nachfolger des T-40

Die in den damaligen Truppen- und Produktionsberichtswesen der Armee weiterhin als T-40 geführte Version war eine Überarbeitung des T-40S durch Astrow im Juli 1941, mit einer auf bis zu 20 mm weiter verstärkten Panzerung. Auch der innere Aufbau des Panzers wurde geringfügig verändert mit dem Ziel der Nutzung des freigewordenen Raums infolge des Verzichts auf die Vortriebsmittel für die Wasserfahrt und der Nische am Heck. Ab September 1941 wurde der neue T-30 mit der automatischen 20-mm-Kanone SchWAK-T ausgerüstet.
Unter Nutzung des vorhandenen Freiraums und der Anordnung der Geräte im T-30 entwickelte der Konstrukteur A. W. Bogatschew eine neue niedrigere Panzerwanne für den neuen Panzer des Projektes 060. Der 060-Versuchspanzer mit dieser Panzerwanne wurde der Prototyp für die spätere Serienversion des T-60. Mit diesem Zeitpunkt endete die Entwicklung des T-40, alle Personal- und Materialressourcen wurden jetzt für die Arbeiten am direkten Nachfolger in der Produktion, dem T-60 eingesetzt.

## Serienproduktion
Der leichte Panzer T-40 wurde in allen seinen Varianten in den Jahren 1940–41 nur im Werk Nr. 37 hergestellt.
Nach der Umgestaltung und Erweiterung der Produktionskapazitäten begann die Serienproduktion des T-40 im Oktober 1940. Der Betriebsplan sah eine Fertigung von 100 T-40 bis zum Ende des Jahres 1940 vor, aber die Serienproduktion litt an Schwierigkeiten und so konnten in jenem Jahr vom Besteller lediglich 41 Panzer der Serienproduktion und sechs Versuchspanzer abgenommen werden. Das Jahr 1941 war erfolgreicher; bis zum 22. Juni 1941 konnten 179 T-40 an die Rote Armee geliefert werden, gemeinsam mit fertiggestellten Fahrzeugen vom vorherigen Jahr. Die Serienproduktion der Schwimmvariante des T-40 wurde im Juli 1941 mit der Lieferung der letzten 16 Fahrzeuge dieser Ausführung beendet. Stattdessen besetzte die „Landvariante“ T-40S seinen Platz in den Fertigungslinien des Betriebs. Im Juli, August und frühen September 1941 wurden 136 T-40S gebaut. Diese wurde anschließend durch die mit verstärkter Panzerung ausgestattete T-30-Variante ersetzt. Diese Ausführung war in der Serienproduktion bis einschließlich Oktober 1941, zeitgleich mit dem neuen leichten Panzer T-60.
Im November 1941 begann die kriegsbedingte Evakuierung des Werks Nr. 37 nach Swerdlowsk. Am neuen Standort baute das Werk Nr. 37 im Dezember 1941 die letzten 20 T-30 aus noch vorhandenen Panzerwannen. Damit war die Serienproduktion aller Varianten des T-40 endgültig abgeschlossen, die Produktion wurde auf die Fertigung des T-60 umgestellt. Die letzten Serien-T-30 wurden mit der automatischen 20-mm-Kanone SchWAK-T anstatt des schweren Maschinengewehrs DSchK ausgerüstet. Im Werk Nr. 37 wurden auch einige frühere T-40 im Rahmen der Instandsetzung von Frontbeschädigungen mit dieser Kanone bewaffnet. Die Panzerwannen und Türme des T-40 für das Werk Nr. 37 in Moskau wurden im Maschinenbaubetrieb „Kuibyschew“ in Kolomna und im Podolsker Werk hergestellt. Die Produktionszahlen des T-40 werden in der folgenden Tabelle aufgezeigt:
| Serienproduktion des T-40 |      |             |      |        |           |         |          |          |        |
| Ausführung (Hersteller) | 1940 | 1941        | 1941 | 1941   | 1941      | 1941    | 1941     | 1941     | 1941   |
| Ausführung (Hersteller) | 1940 | Januar–Juni | Juli | August | September | Oktober | November | Dezember | Gesamt |
| T-40 (Werk Nr. 37, Moskau) | 100  | 179         | 16   |        |           |         |          |          | 295    |
| T-40S (Werk Nr. 37, Moskau) |      |             | 36   | 90     | 10        |         |          |          | 136*   |
| T-30 (Werk Nr. 37, Moskau) |      |             |      |        | 200       | 115     |          |          | 315    |
| T-30 (Werk Nr. 37, Swerdlowsk) |      |             |      |        |           |         |          | 20       | 20     |
| Insgesamt | 100  | 179         | 52   | 90     | 210       | 115     |          | 20       | 766*   |
| * – eingerechnet sind 44 Fahrgestelle für den Selbstfahrraketenwerfer BM-8-24, i. e. insgesamt 722 T-40-Panzer aller Ausführungen |      |             |      |        |           |         |          |          |        |

## Unterstellung
Der T-40 war als Ersatz der Schwimmpanzertypen T-37A und T-38 in der Roten Armee vorgesehen. Allerdings wurde in der Vorkriegszeit die Struktur der Panzer- und mechanisierten Einheiten mehrmals revidiert. Des Weiteren lag die Produktionszahl des T-40 unter dem Soll. Aus diesen Gründen gibt es nur sehr wenige genaue Informationen über die Verteilung des T-40 in der Roten Armee vor dem Krieg.
Infolge der katastrophalen Verluste im Jahr 1941 und den mehrfach umgestalteten Aufstellungsplänen führten die sowjetischen Einheiten sehr verschiedene leichte Panzer in ihren Reihen, so dass sich auch während des Krieges keine bestimmte Aufstellung festmachen lässt. Vielmehr gab es bereits wegen der allmählichen Umstellung der Produktion des T-40, über die Varianten T-40S und T-30, zum T-60 keine genaue Spezifizierung der Fahrzeugtypen in den Aufstellungsplänen. Stattdessen gab man die Gesamtzahl der leichten Panzer in den konkreten Panzereinheiten an. Diese leichten Panzer konnten verschiedenen Typs sein: BT-5, BT-7, T-26, alle Varianten des T-40 und seit Oktober 1941 auch T-60-Panzer, im Ergebnis alle Fahrzeuge, die noch zur Verfügung standen oder geliefert werden konnten.
Trotzdem wurden die T-40 auf allen Ebenen der Panzereinheiten der Roten Armee, von den selbstständigen Panzerbataillonen bis zu den Panzerarmeen eingesetzt. Die Aufstellungspläne wurden in der ersten Kriegsphase mehrmals revidiert, so waren zum Beispiel 64 von 93 Panzern in einer selbstständigen Panzerbrigade, die im August und frühen September 1941 aufgestellt wurde, leichte Panzer (T-40 und dessen Varianten). In der zweiten Hälfte des Septembers wurde die Gesamtzahl der Panzer in den Brigaden auf insgesamt 67 Fahrzeuge verringert, dann folgte eine zweite Reduzierung auf 46 Fahrzeuge (davon 20 T-40 bzw. dessen Varianten).
Später musste die sowjetische Führung auf Grund des Mangels an Fahrzeugen den Schwerpunkt bei der Einheitenaufstellung ändern, da selbst mit der verringerten Fahrzeuganzahl nicht genügend Brigaden aufgestellt werden konnten. Man ging dazu über, selbstständige Bataillone mit 9 mittleren und 20 leichten Panzern aufzustellen, eine geringe Anzahl von Brigaden wurden aber weiterhin organisiert.
Seit dem Beginn des Jahres 1942, als die nach dem Kriegsausbruch in der Roten Armee aufgrund der katastrophalen Niederlagen herrschende Konfusion teilweise bewältigt werden konnte, erschienen erstmals klare Aufstellungspläne der Panzereinheiten. Anstatt den selbstständigen Panzerbataillonen, die mit allem vorhandenen Material aufgestellt wurden, sollten neue Panzerkorps für Großoffensiven gebildet werden. So wurde im März 1942 der neue Aufstellungsplan für Panzerkorps mit 100 Panzern (20 KW-1, 40 T-34 und 40 T-60) übernommen. Die erhöhte Produktion der sowjetischen Panzerindustrie ermöglichte im April 1942 die Verstärkung der Panzerkorps auf das Anderthalbfache (30 KW-1, 60 T-34 und 60 T-60). Obwohl der Haupttyp der leichten Panzer der T-60 war, wurden zum Beginn des Jahres 1942 einige Einheiten mit den letzten T-30 der Serienproduktion oder reparierten T-40 mit SchWAK-T-Kanone ausgerüstet.
Seit Mitte 1942 verschwanden die T-40-Panzer aus den Frontberichten der Roten Armee und die einzelnen übrig gebliebenen Panzer dieses Typs wurden als Lehrfahrzeuge im Hinterland verwendet.

## Einsatz
In Folge seiner insgesamt geringen Produktionszahl gibt es keine Einzelheiten über den Einsatz des T-40. Am 1. Juni 1941 führte die Rote Armee 131 T-40-Panzer, davon 113 Gefechts-, 16 Führungs- und 2 Lehrfahrzeuge. 115 davon waren westlichen Militärbezirken zugeordnet, hauptsächlich dem Besonderen Kiewer Militärbezirk (russisch Киевский Особый военный округ, deutsche Transkription Kiewskij Osoby Wojenny Okrug). Die Mannschaften waren nicht auf dem T-40 ausgebildet, ihre Gefechtsausbildung war unzureichend und der T-40 wurde von ihnen wie ein gewöhnlicher Kampfpanzer eingesetzt, so dass im Ergebnis praktisch fast alle Vorkriegs-T-40 in den ersten Kriegstagen verloren gingen (so blieben zum Beispiel der Nordwestfront am 17. Juli nur fünf von ehemals 88 T-40). Aber auch die Verluste an anderem Panzermaterial waren sehr hoch. Als Beispiel dient hier das 216. Panzerregiment der 108. Panzerdivision an der Brjansker Front: Während sechs Kampftagen vom 30. August bis zum 4. September 1941 hatte diese Einheit 3 von 5 KW-1, 25 von 34 T-34 und 23 von 25 T-40 verloren.
Die größte Verwendung sah der T-40 im späten Herbst des Jahres 1941 in der Schlacht um Moskau. So hatte zum Beispiel am 28. Oktober 1941 die Westfront 441 Panzer (33 KW-1, 175 T-34, 43 BT, 50 T-26 und 32 T-60), davon waren 113 T-40. Schon Mitte 1942 waren nur noch einzelne Panzer dieses Typs in den Fronteinheiten der Roten Armee vorhanden. Am 1. Juli 1942 hatte die Südwestfront und Südfront nur noch vier T-40 im 478. selbstständigen Panzerbataillon im Einsatz, bis zum Ende desselben Monats gingen sie alle verloren. Am längsten wurde der T-40 auf dem nordwestlichen Kriegsschauplatz bei Leningrad verwendet. Dort besaß das 124. Panzerregiment an der Wolchow-Front noch am 16. Januar 1944 einen T-40.
Im aktiven Einsatz versuchte die Führung der Roten Armee, den T-40 für Hilfszwecke zu verwenden, zum Beispiel für Gefechte in Moor- und Waldgelände. Wegen der ungenügenden Zahl von stärkeren Panzern war man jedoch gezwungen, den kleinen Panzer trotz seiner schwachen Panzerung und Bewaffnung zur Infanterieunterstützung einzusetzen.
In dieser Verwendung waren sie selbst den leichten deutschen PzKpfW II unterlegen, mit den zahlreichen PzKpfW 38(t), PzKpfW III und PzKpfW IV der Wehrmacht zu dieser Zeit waren sie allgemein nicht zu vergleichen. Die Vernichtung eines T-40 mit den leichten deutschen 3,7-cm-Panzerabwehrkanonen Pak 35/36 war aus jeder Schussweite und unter jedem Winkel kein Problem. Im Ergebnis waren die Verluste sehr hoch. Zu diesen Gefechtsverlusten kamen nur wenige Verluste ohne Feindeinwirkung, so galten die Manövrierfähigkeit und Zuverlässigkeit in der Roten Armee im Vergleich zu anderen Typen in dieser Kriegsphase als gut.
Einzelne erbeutete T-40 wurden von der Wehrmacht unter der Bezeichnung Schwimm-Panzerkampfwagen T 40-733 (r) bei Sicherungseinheiten im besetzten Hinterland der Sowjetunion und als Zugmaschinen eingesetzt. Ein T-40 war aber am 1. November 1942 in der rumänischen Armee anzutreffen.

## Technische Beschreibung

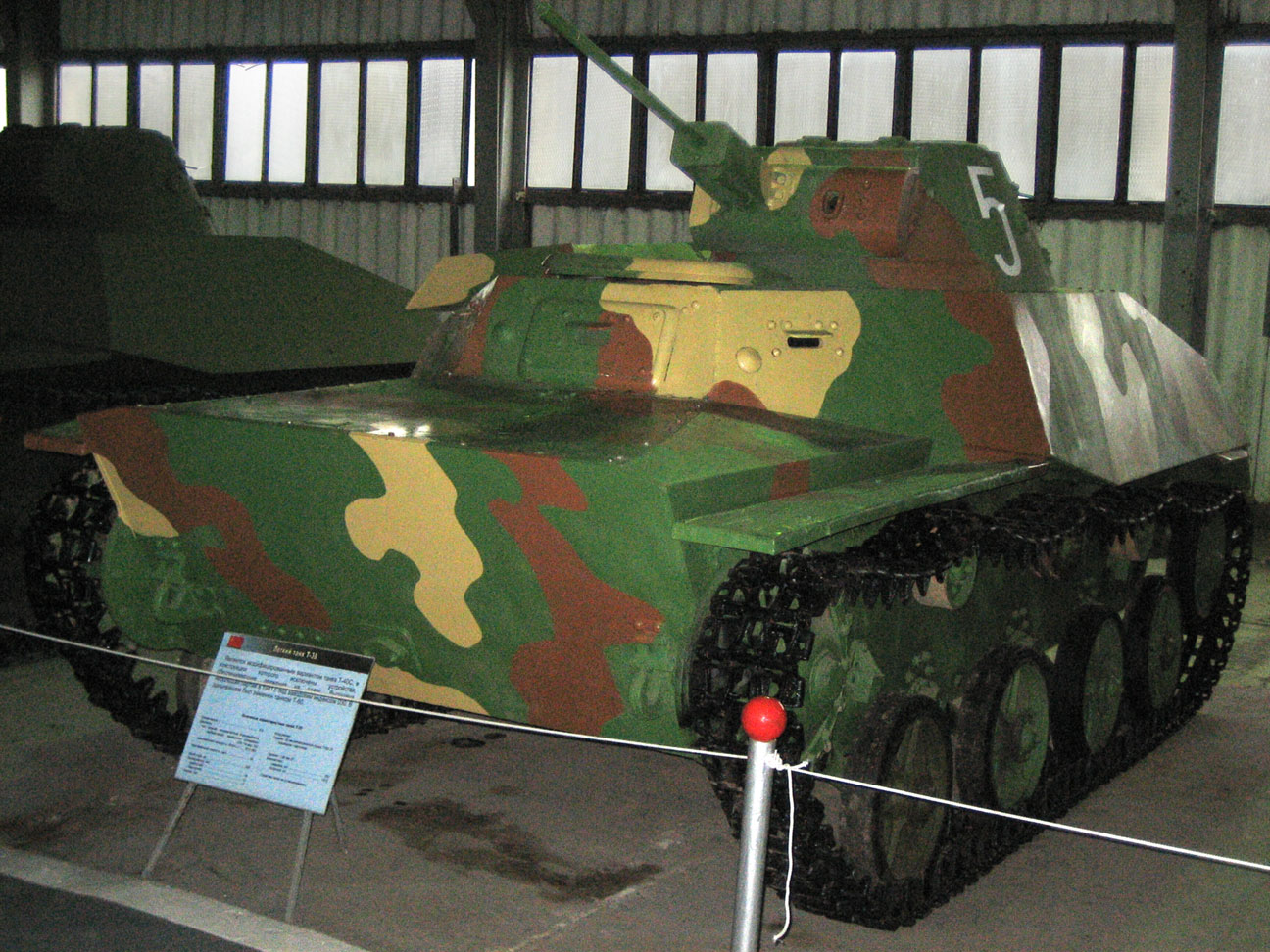
Leichter Panzer T-30Sch mit Tarnanstrich im Panzermuseum Kubinka

Der Aufbau des T-40 diente als Vorbild für die nach ihm folgenden sowjetischen leichten Panzer, die während des Krieges in Serie gingen.
Das Fahrzeug lässt sich in fünf Abschnitte gliedern (von vorn nach hinten):
- Getrieberaum,
- Fahrerraum,
- Motorraum in der rechten Wannenseite mit auf der Wannenoberseite angeordnetem Lufteinlass,
- Kampfraum im linken Wannenteil und im Turm,
- Heckraum mit den Kraftstofftanks, den Einrichtungen zur Wasserfahrt, Kühler und dem Wärmeübertrager.

Diese Bauweise bestimmte die Vor- und Nachteile des T-40 und der anderen Fahrzeuge seiner Klasse. Insbesondere die Lage des Getriebes und Kettentreibrads an der Front machte den Entwurf verwundbar, da die Vorderseite dem feindlichen Beschuss am stärksten ausgesetzt ist. Andererseits war die Lage des Tanks im Heckraum hinter einem speziellen Brandschott, anders als bei mittleren und schweren sowjetischen Panzern von Vorteil (der T-34 und die Panzer der IS- und KW-Serie hatten jeweils Kraftstoffbehälter direkt im Kampfraum). Es verringerte das Risiko eines Brandes im Falle eines Treffers – ein Problem vor allem bei Fahrzeugen mit Ottomotoren – und erhöhte somit die Überlebenschance der Besatzung. Ein weiterer Vorteil des T-40 war sein geringes Gewicht im Vergleich zu anders aufgebauten Panzern (der in Panzerung und Bewaffnung vergleichbare französische Automitrailleuse AMR 35 erreichte zum Beispiel ein Gewicht von 6,6 Tonnen). Die Besatzung bestand aus zwei Mann: einem Fahrer und dem Kommandanten, der gleichzeitig die Arbeit des Richtschützen und des Laders übernahm.

### Wanne und Turm
Die Panzerwanne des T-40 wurde aus verschiedenen gewalzten Panzerplatten mit Stärken von 5 und 13 mm (sowie 15 und 20 mm bei den Varianten T-40S und T-30) zusammengeschweißt. Die Oberfläche wurde zur Verstärkung der Festigkeit flammgehärtet. Der T-30 erhielt keine gehärtete Panzerung, um die Serienproduktion zu vereinfachen und Kosten zu sparen. Im Gegenzug wurde zum Ausgleich die Panzerdicke erhöht.
Die Front- und Turmpanzerung schützte vor Beschuss durch schwere Maschinengewehre, die Seitenpanzerung widerstand Gewehrfeuer. Front- und Heckpanzerung sowie die Seiten des Aufbaus waren deutlich geneigt. Die Seiten waren im Bereich des Laufwerks senkrecht und aus zwei Platten geschweißt, die Schweißnaht wurde durch einen aufgenieteten Stahlbalken verstärkt. Ein Teil der Panzerplatten (zum Beispiel über dem Motor und dem Kühler) war abnehmbar, um so die Zugänglichkeit zu Wartungszwecken zu gewährleisten. Der Fahrerplatz lag leicht nach links versetzt vorne in der Wanne. Die Luke zum Ein- und Ausstieg des Fahrers war in die Oberseite des Chassis eingelassen. Zudem besaß der Fahrer eine spezielle kleine Luke in der Frontpanzerplatte zur Fahrt unter Gefechtsbedingungen.
Der Kommandant saß hinter dem Fahrer im Turm. Die beiden Positionen lagen in einem zusammenhängenden Kampfraum, so dass, anders als bei T-38, die Plätze bei Verwundung oder Tod eines Besatzungsmitglieds gewechselt werden konnten. Die Munition der Hauptwaffe wurde rund um den Turmdrehkranz, die Munition für das Maschinengewehr im Turm und im Kampfraum der Panzerwanne gelagert. Der Boden und die hydrodynamische Nische bestanden aus mehreren verschweißten Platten.
In der Landvariante wurde hinter dem Fahrerplatz eine Notausstiegsluke in den Wannenboden eingeschnitten. Über die Panzerwanne waren verschiedene kleinere Luken, Lüfter- und Wartungsöffnungen (Tank- oder Ablassöffnungen für Kraftstoff, Wasser, Öl) verteilt. Sie waren teils mit gepanzerten Abdeckungen versehen oder verstöpselt.
Der Turm hatte die Form eines Kegelstumpfes. Die 15 mm (20 mm beim T-30) starke Panzerung war deutlich geneigt (25°), um den Panzerschutz zu verbessern (Panzerungsoptimierung durch Neigung). Infolge der Anordnung des Motors auf der rechten Fahrzeugseite wurde er nach links versetzt montiert. Am vorderen Teil des Turms wurde eine rechteckige Aufnahme für die Waffen und das Richtwerk angeschweißt, geschützt durch eine Panzerblende von 10 mm (T-40 und T-40S) oder 20 mm (T-30) Dicke. Die Blende besaß drei Öffnungen, je eine für die SchWAK-T-Kanone oder das DSchK-Maschinengewehr, das DT-Maschinengewehr und das Visierfernrohr. Die Turmdecke hatte eine große Luke zum Ein- und Ausstieg des Kommandanten. Diese Luke wiederum besaß eine kleinere Öffnung zum Heraushalten von Signalflaggen. Spezielle Feststeller am Drehkranz des Turmes verhinderten Turmbewegungen bei gekipptem Fahrzeug.

### Bewaffnung

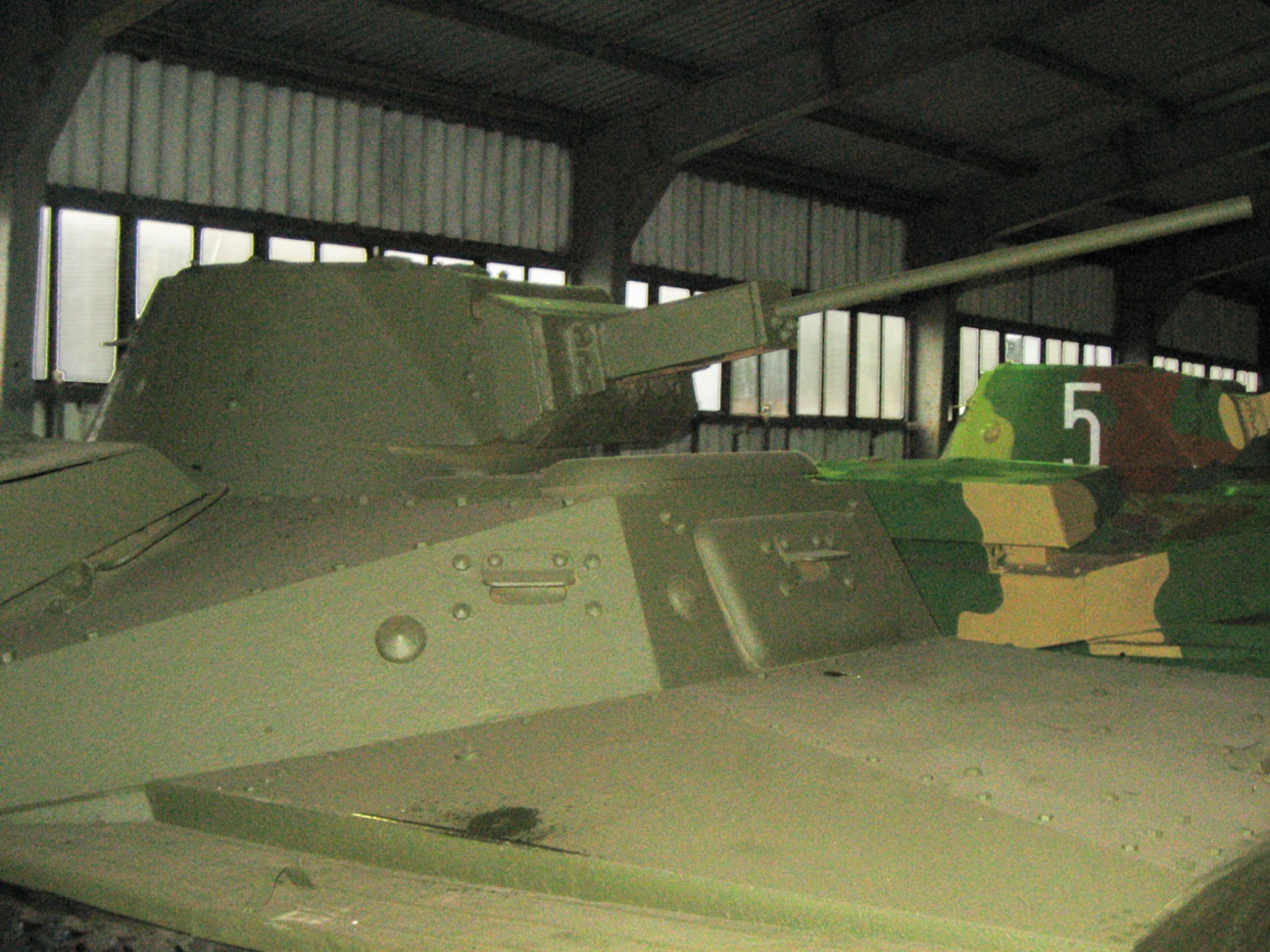
Der Turm des T-40S mit der 20-mm-SchWAK-T-Kanone

Die Hauptwaffe des T-40 war ein überschweres Maschinengewehr DSchK mit einem Kaliber von 12,7 mm. Das DSchK hatte eine Rohrlänge von 78,7 Kaliberlängen (L/79), die Schusslinie lag in 1590 mm Höhe. Die maximale Kernschussweite betrug etwa 3,5 km. Die Sekundärbewaffnung war ein achsparallel zum DSchK angebrachtes Degtjarjow DT 7,62-mm-Maschinengewehr. Das DT-MG konnte leicht demontiert werden und die Panzersoldaten es abgesessen verwenden. Das überschwere MG DSchK konnte auch durch die Mannschaft für den Infanterieeinsatz ausgebaut werden, aber dies war recht schwierig und zeitaufwendig. Beide Waffen hatten ein Höhenrichtbereich von −7° bis +25° und durch Drehung des Turms einen Seitenrichtbereich von 360° – sie eigneten sich damit jedoch nicht zur Flugzeugbekämpfung. Zur einfacheren Benutzung durch den Kommandanten waren beide Maschinengewehre aus der Turmmitte verschoben angeordnet: Das DSchK war rechts und das DT war links von der Turmmitte angebracht. Die Maschinengewehranlage wurde mit Achszapfen in der frontalen Nische des Turmes montiert, die mit einer Panzerblende vorne und mit einem Panzermantel an der Seite geschützt war. Das Zahngetriebe zur Seitenrichtung des Turmes und das Höhenrichtwerk mit Schraubgetriebe waren links bzw. rechts vom Arbeitsplatz des Kommandanten angebracht. Die beiden Richtwerke waren handgetrieben. Für die schnellere Schwenkung des Turmes konnte der Kommandant das Seitenrichtwerk auskuppeln und den Turm direkt drehen. Jedes der Maschinengewehre verfügte über mittels eines Pedal-Mechanismus ausgelösten Abzug sowie über normale, händisch zu bedienende Abzüge (für die abgesessene Verwendung). Die Richtwerke und die Abzüge wurden ohne Änderungen in die folgenden Modelle und beim leichten Panzer T-60 übernommen.
Der Kampfsatz für das DSchK-MG betrug 500 Stück Patronenmunition in zehn Patronengurten. Die Mündungsgeschwindigkeit lag bei 850 bis 870 m/s, die theoretische Feuergeschwindigkeit lag bei 80 Schuss pro Minute. In der Praxis waren die Feuerstöße des DSchK kürzer, um Überhitzung, Verschleiß und Genauigkeitsverlust zu vermeiden. Für das DSchK standen verschiedene Typen von Projektilen mit einem Gewicht von etwa 50 g zur Verfügung:
| Nomenklatur der Munition |                                  |                            |                  |                        |
| Typ | Bezeichnung (Transl. / Russisch) | Durchschlagfähigkeit in mm | Schussweite in m | Auftreffwinkel in Grad |
| Brand- und panzerbrechende Geschosse | B-32 / Б-32                      | 20 15                      | 100 500          | 0                      |
| Panzerbrechende Geschosse | B-30 / Б-30                      | 20 15                      | 100 500          | 0                      |
| Brand- und panzerbrechende Geschosse mit Leuchtspur | BST / БЗТ                        | 20 15                      | 100 500          | 0                      |
| Brand- und panzerbrechende Geschosse mit Wolframcarbidkern | BS-41 / БС-41                    | 20                         | 750              | 20                     |
| Diese Daten wurde nach sowjetischer Methodik ermittelt (Jakob-de-Marres-Formel, Zementpanzerung hoher Härte (1,1 bis 1,3 Stärke der RHA) als Beschussziel). Es muss darauf hingewiesen werden, dass die Durchschlagfähigkeit merklich von der Produktionscharge der Munition und der Technologie der Herstellung abhing. So ist der direkte Vergleich mit ähnlichen Daten anderer Geschütze oder Maschinengewehre nicht möglich. |                                  |                            |                  |                        |

Für das koaxiale DT-MG wurden 2016 Schuss Munition (32 Scheibenmagazine) mitgeführt. Die T-40-Varianten mit SchWAK-T-Kanone führten 750 20-mm-Granaten mit, der Kampfsatz für DT wurde in diesem Fall bis auf 1512 Schuss (24 Scheibenmagazine) verringert.
Für den Einbau der SchWAK-T-Kanone mussten die Halterungen für die Achszapfen der Waffe nicht verändert werden, da die Achszapfen von DSchK und SchWAK-T kompatibel waren. So wurden lediglich die Waffenaufnahme nebst Panzerblende entfernt und durch die SchWAK-T-Kanone mit der alten, aber modifizierten Panzerblende ersetzt. Zusätzlich schützte ein Panzermantel die Teile des Waffenmechanismus, die außerhalb der Blende lagen. Des Weiteren wurden die Munitionshalterungen in der Wanne neu angeordnet, um mehr Granaten für die SchWAK-T und weniger Patronen für das DT-MG aufzunehmen.

### Motor
Der T-40 wurde durch einen 6-Zylinder-Viertakt-Reihen-Ottomotor vom Typ GAS-11 (andere Bezeichnung GAS-202) angetrieben. Das wassergekühlte Triebwerk leistete etwa 62,5 kW (85 PS) bei 3400 Umdrehungen pro Minute. Der Motor war mit einem Vergaser vom Typ K-23 ausgestattet, aber einige Fahrzeuge erhielten zwei Vergaser vom Typ GAS-M-9510 anstatt des vorgesehenen K-23.
Der Lufteinlass des Motors auf der rechten Wannenoberseite wurde durch eine gepanzerte Haube (5 mm Dicke) geschützt.
Der Motor wurde durch einen SL-40-Anlasser mit einem Einschaltrelais (Gesamtleistung etwa 0,6 kW bzw. 0,8 PS) gestartet. Das Anlassen war auch über eine Handkurbel, einen inneren Pedalmechanismus oder das Anschleppen durch einen anderen Panzer möglich.
Der T-40 hatte drei Kraftstofftanks im Heck. Sie fassten zusammen 206 Liter und der Fahrbereich lag damit auf der Straße bei 300 Kilometern. Als Kraftstoff wurde das Flugbenzin B-70 oder KB-70 (Oktanzahl 70) verwendet.

### Kraftübertragung

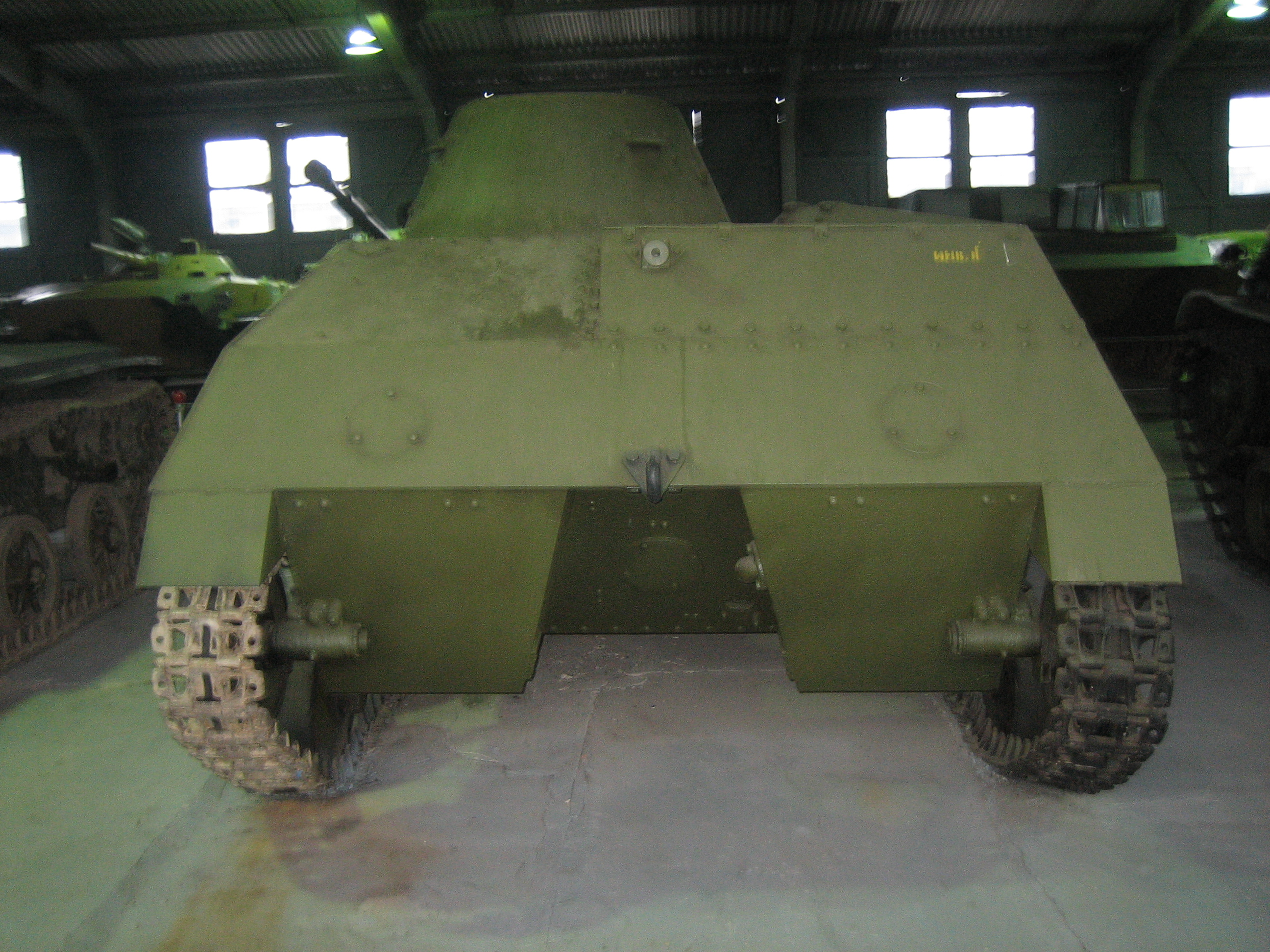
Das Heck des T-40S

Der T-40 war mit einer vollständig mechanischen Kraftübertragung ausgestattet. Die einzelnen Baugruppen waren:
- die Haupt-Einscheiben-Trockenkupplung mit Reibbelägen aus Ferodo-Verbundwerkstoff (Werkstoff benannt nach dem britischen Hersteller Ferodo);
- das Vierganggetriebe (vier Vorwärtsgänge, ein Rückwärtsgang), in vielen Teilen baugleich mit dem Getriebe des GAS-51-LKWs (zu dieser Zeit noch ein Versuchsfahrzeug);
- zwei Seiten-Einscheiben-Kupplungen mit Trockenreibung Stahl auf Stahl und Stahl-Bremsband mit Ferodo-Belägen;
- zwei einfache Seitenvorgelege;
- zwei mechanische Steuerhebel und Pedale[P 4]

### Laufwerk

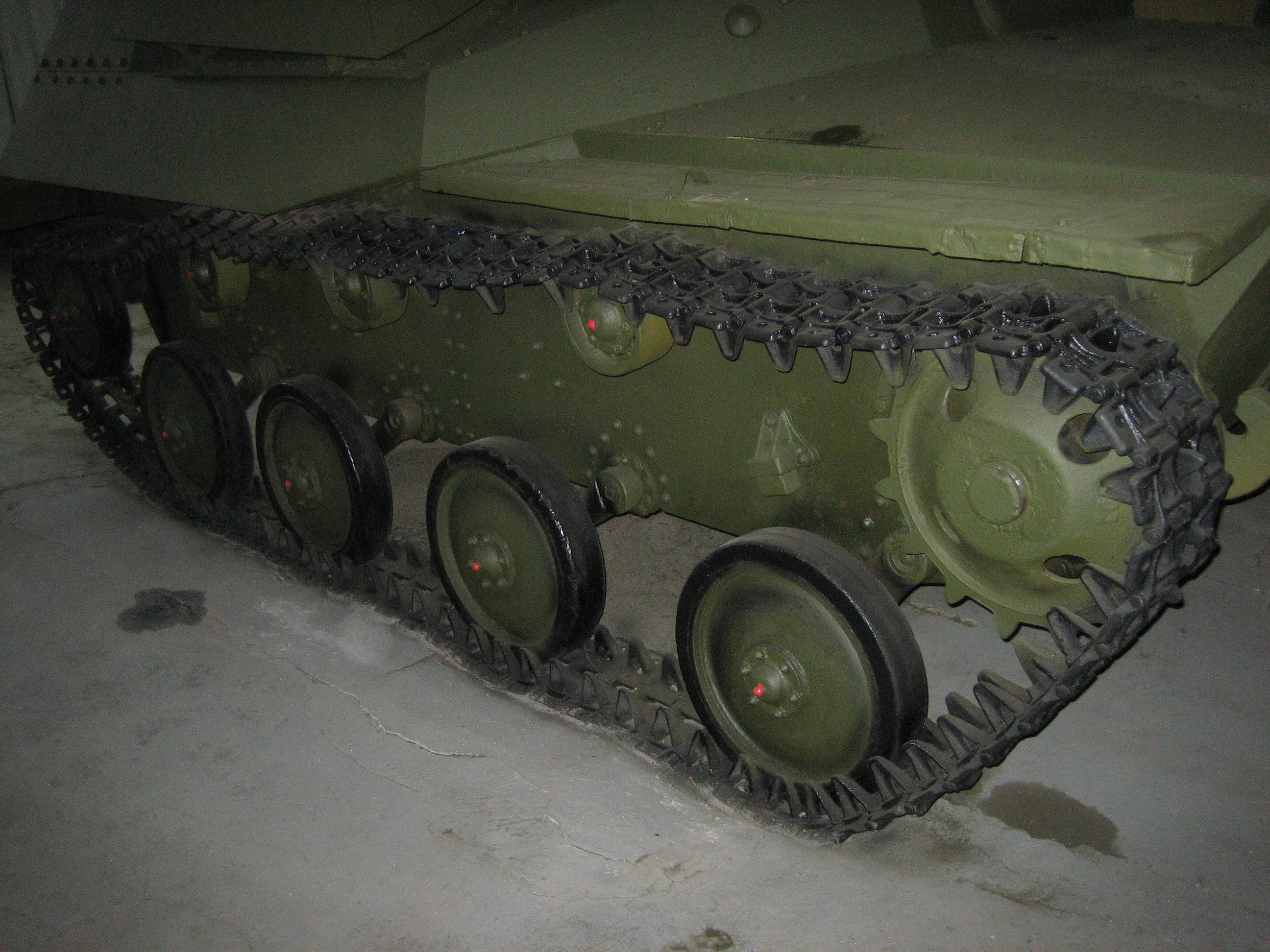
Das Kettenlaufwerk des T-40S. Die Laufrollen wurden im Stanzverfahren hergestellt.

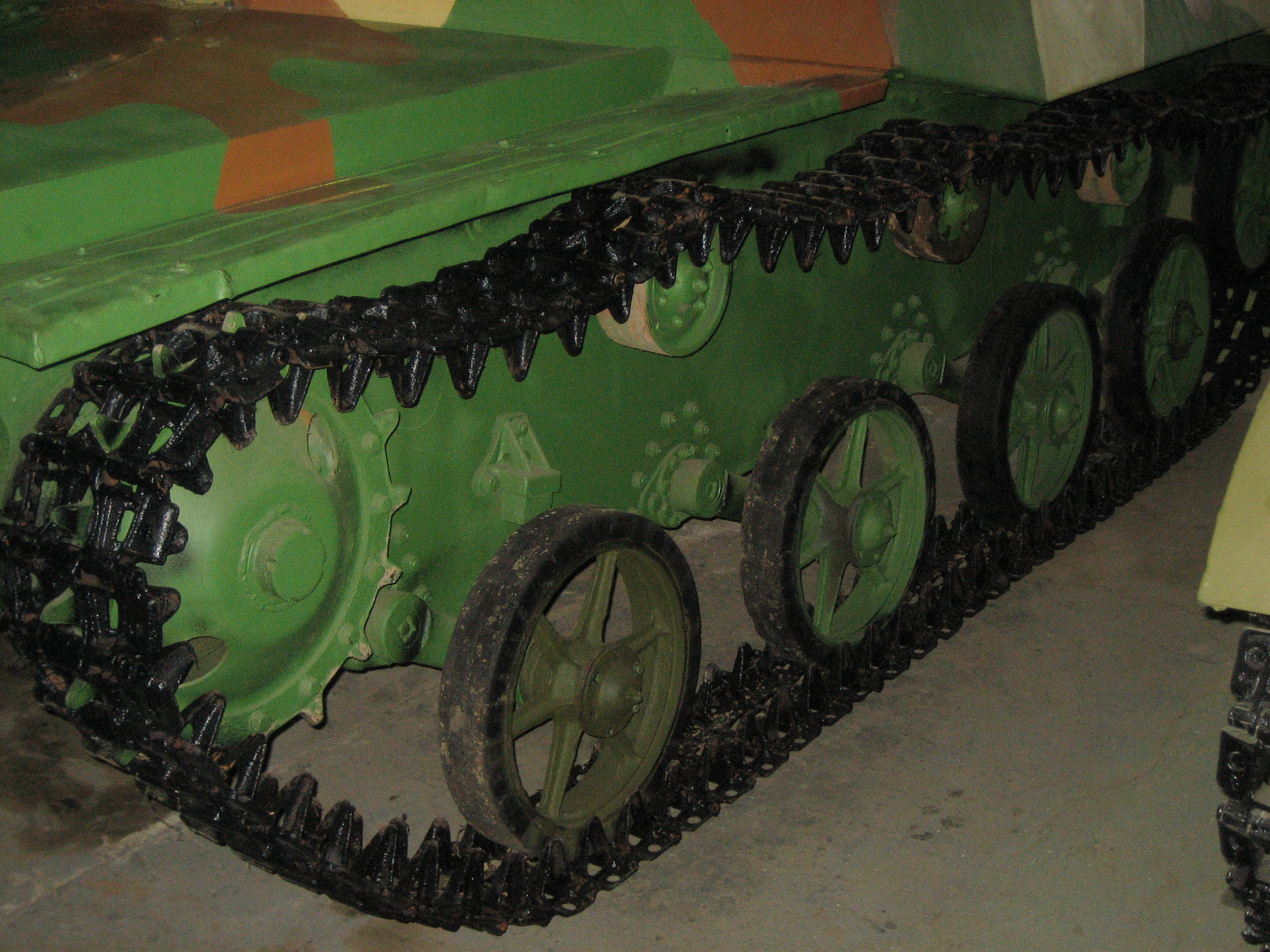
Das Kettenlaufwerk des T-30. Das Fahrzeug besitzt gegossene Laufrollen mit Speichen.

Das Kettenlaufwerk des T-40 war eine Neuerung im sowjetischen Panzerbau – erstmals wurde ein sowjetisches Serienfahrzeug (gleichzeitig mit dem schweren Panzer KW-1) mit Drehstabfederung ausgestattet. Das Rollenlaufwerk bestand aus vier Laufrollen mit drei Stützrollen und vorne liegendem Treibrad mit Triebstockverzahnung. Das hinten liegende Führungsrad war mit den Laufrollen identisch. Es war auch Teil des Kettenspannmechanismus. Die einteiligen Laufrollen mit 550 mm Durchmesser und Gummibandagen waren einzeln ohne zusätzliche Stoßdämpfer drehstabgefedert. Die frühere Ausführungen T-40 und T-40S hatten gestanzte Laufrollen, einige spätere T-30-Panzer wurden mit gröberen, aber billigeren gegossenen Speichenlaufrollen ausgestattet. Der Ausschlag des ersten und vierten Schwingarms (von vorn gezählt) wurde durch nah an der Panzerwanne angeschweißte Endanschläge mit Gummipuffern begrenzt. Die Stützrollen der Vorkriegs-T-40 besaßen ebenfalls Gummiauflagen, um den Lauf leiser zu machen, aber nach dem Beginn des Krieges wurden aufgrund des Gummimangels die Auflagen der Stützrollen abgeschafft und diese nur noch aus Stahl gefertigt. An der Panzerwanne waren zusätzlich spezielle Begrenzer angebracht, die ein Abrutschen der Gleiskette bei schräger Auflage der Kette verhindern sollten. Die Gleiskette bestand aus 87 kurzen, aus abriebfestem Hartfield-Stahl gegossenen Kettengliedern mit zwei Zahnreihen, 98 mm Länge und 260 mm Breite. Das Kettenlaufwerk wurde im folgenden Modell, dem T-60 ohne Änderungen übernommen und auch für den T-70, der eine Weiterentwicklung des sowjetischen leichten Panzers war, nutzten die Konstrukteure sehr viele Teile des T-40/T-60 für das Kettenlaufwerk.

### Vorrichtungen für die Wasserfahrt
Die Bestandteile des Wasserantriebs waren der Schraubenpropeller in der hydrodynamischen Nische am Heck, die Kardanwelle zwischen Schraube und Zapfwellengetriebe am Motor und die beiden nebeneinander liegenden Steuerruder direkt hinter dem Propeller. Für die Sicherstellung der effektiven Kühlung des Motors bei der Gewässerfahrt hatte der T-40 einen speziellen Wärmeübertrager neben dem gewöhnlichen Kühler. Am Bug wurde ein Wasserschild montiert, um Wellen zu reflektieren. Die Mannschaft war zur Rettung zu Wasser, wenn die Gefahr der Versenkung bestand, mit Schwimmgürteln ausgestattet. Eingedrungenes Wasser konnte mit einer Pumpe aus der Wanne gelenzt werden. Zur Orientierung besaß der T-40 einen magnetischen Kompass, der im Moskauer Awiapribor-Werk hergestellt wurde. Die Fahrtüchtigkeit des T-40 war gut genug, dass der Panzer noch bei Seegang der Stärke 3 seine Aufgaben ausführen konnte, bei gutem Wetter konnte gefahrlos eine beachtliche Nutzlast befördert werden (drei vollständig ausgerüstete Schützen).

### Brandschutzausrüstung
Der T-40 war mit zwei Kohlenstofftetrachlorid-Feuerlöschern ausgestattet. Davon war einer fest installiert, der andere Löscher war tragbar. Vier Röhren führten vom fest installierten Feuerlöscher zum Motor, dem Vergaser und zu den Kraftstofftanks. An den Enden waren Sprühgeräte zur besseren Zuführung des Löschmittels angebracht. Die Mannschaften wurden angewiesen, den Brand unter Gasmasken zu löschen, da das Kohlenstofftetrachlorid auf der glühenden Metalloberfläche mit atmosphärischem Sauerstoff zum Lungenkampfstoff Phosgen (Kohlenoxiddichlorid) reagierte.

### Elektrische Ausrüstung
Das Bordnetz bestand aus einem Leitungsdraht zu allen Verbrauchern, die Panzerwanne als Massepotenzial übernahm die Rückleitung.
Die Stromquelle war ein G-41-Generator mit einem RRA-264-Spannungsregler (200 W Leistung) und 3-STE-112-Akkumulatoren mit einer Kapazität von je 112 Amperestunden. Die Fahrzeuge wurden mit zwei Akkumulatoren ausgestattet, aber die Gefechtspanzer ohne Funkanlage nutzen nur einen davon, der zweite diente als Reserve und blieb vom Bordnetz getrennt. In den T-40-Befehlspanzern war der zweite Akkumulator im Bordnetz zur Sicherstellung der Arbeit der Funkanlage geschaltet. Die Arbeitsspannung lag bei 6 Volt. Die Stromabnehmer waren:
- die Außen- und Innenbeleuchtung, das Ausleuchtungsgerät für die Visierskala;
- die Hupe;
- die Nachrichtenmittel: Funkanlage und Lichtsignalgerät;
- die Motorelektrik: SL-40-Starter, KS-11-Zündspule, R-10-Zündverteiler, SE-01-Zündkerzen etc.[P 4]

### Visiereinrichtungen und Sehgeräte
Das 12,7-mm-Maschinengewehr DSchK (oder 20-mm-Kanone SchWAK-T) und das koaxial angebrachte 7,62-mm-MG DT des T-40 waren mit einem Visierfernrohr TMFP ausgestattet. Bei Beschädigung des Visierfernrohres konnte der Kommandant es abnehmen und das Reserve-Visier verwenden. Das Korn dieser offenen Visierung wurde mittels eines Mechanismus aufgestellt. Zur Ausstattung jedes Bedienplatzes (Fahrer und Kommandant) gehörten einige Sehgeräte. Der Fahrer hatte drei Winkelspiegel zur Verfügung, einen in der Beobachtungsluke in der Frontplatte und je einen in den beiden seitlichen, schrägen Frontpanzerplatten. Neben dem Visierfernrohr hatte der Kommandant noch zwei Winkelspiegel in den Turmseiten.
Im Vergleich zum T-38 wurde das Blickfeld des T-40 wesentlich verbessert: der T-40 war mit fünf Sehgeräten ausgestattet, gegenüber drei im T-38, daneben war die Form der Panzerwanne des T-40 zur besseren Beobachtung vom Fahrerplatz aus ausgelegt.

### Nachrichtenmittel
Die T-40-LGefechtspanzer verfügten weder über eine Funkanlage noch eine interne Panzergegensprechanlage. Der Kommandant konnte dem Fahrer nur mit einem Lichtsignalgerät Befehle geben. Die verschiedenen Kombinationen der drei Farbleuchten in der Anzeigetafel bezeichneten einfache Befehle wie „Halt“, „Nach links“, „Nach rechts“, „Vorwärts“ etc. Das einzige mögliche Nachrichtenmittel zwischen den Gefechtsfahrzeugen war eine Signalflagge.
Der T-40-Befehlspanzer war demgegenüber mit einer 71-TK-3-Funkanlage in der Panzerwanne ausgestattet.
Die 71-TK-3-Anlage bestand aus dem Funksender, -empfänger und dem Umformer zum Anschluss an das 6-V-Bordstromnetz. Vom technischen Standpunkt her war die 71-TK-3 eine Duplex-, Amplitudenmodulation-, Röhren- und Kurzwellenfunkanlage mit Heterodynempfänger. Der Ausgang lag bei 20 Watt. Der Sender und Empfänger hatten einen Frequenzbereich von 4 bis zu 5,625 MHz. Im Stillstand lag die Reichweite im Sprachmodus ohne Funkstörungen und günstigem Gelände bei 16 km, während der Fahrt verringerte sich die Reichweite. Die größte Reichweite erreichte man durch den reinen Einsatz von Tastfunk.

## Technische Daten
| Technische Daten: Leichter Panzer T-40           | |
| Allgemeine Eigenschaften                         | |
| Klassifikation                                   | Schwimm-, Späh- und leichter Kampfpanzer                                                                              |
| Chefkonstrukteur                                 | Nikolai Alexandrowitsch Astrow                                                                                        |
| Prototyp-Bezeichnung                             | 010 oder 0-10 |
| Hersteller                                       | Sawod No. 37 (Werk Nr. 37) in Moskau (692 + 6 Prototypen) Sawod No. 37 in Swerdlowsk (20)                             |
| Gewicht                                          | 5,5 Tonnen |
| Länge über alles                                 | 4110 mm |
| Breite über alles                                | 2330 mm |
| Höhe                                             | 1905 mm |
| Bodenfreiheit                                    | 300 mm |
| Besatzung                                        | 2 Mann (Fahrer, Kommandant / Richtschütze)                                                                            |
| Baujahre                                         | 1940–1941 |
| Stückzahl                                        | 722 + 6 Prototypen sowie 44 Fahrgestelle für den BM-8-24                                                              |
| Bewaffnung                                       | |
| Hauptbewaffnung                                  | 1 × 12,7-mm-MG Degtjarjow-Schpagin DSchK oder 1 × 20-mm-Maschinenkanone SchWAK-T                                      |
| Sekundärbewaffnung                               | 1 × 7,62-mm-MG Degtjarjow DT                                                                                          |
| Munition                                         | 500 Schuss DSchK-MG-Munition, 2016 Schuss DT-MG-Munition oder 750 SchWAK-T-20-mm-Granaten, 1512 Schuss DT-MG-Munition |
| Panzerung, Wanne                                 | |
| Bug oben                                         | 13 mm / Neigung 60°                                                                                                   |
| Bug unten                                        | 5 mm / 15° |
| Fahrerfront                                      | 15 mm / 80° |
| Wannenseite oben                                 | 13 mm / 65° |
| Wannenseite unten                                | 13 mm / 90° |
| Heck oben                                        | 13 mm / 55° |
| Heck unten                                       | 13 mm / 60° |
| Decke                                            | 5 mm / 0° |
| Boden                                            | 5 mm / 0° |
| Panzerung, Turm                                  | |
| Turmblende                                       | 15 mm / gewölbt |
| Turmfront                                        | 15 mm / 55° |
| Turmseite                                        | 15 mm / 55° |
| Heck                                             | 15 mm / 55° |
| Decke                                            | 5 mm / 0° |
| Beweglichkeit                                    | |
| Motor                                            | 6-Zylinder-Ottomotor GAS-202 mit 85 PS                                                                                |
| Leistungsgewicht                                 | 12,0 PS/Tonne |
| Höchstgeschwindigkeit: (Straße/Gelände/Gewässer) | 44 km/h/20–25 km/h/6 km/h                                                                                             |
| Kraftstoffvorrat                                 | 206 Liter |
| Kraftstoffverbrauch auf 100 km (Straße)          | 145 Liter |
| Fahrbereich (Straße)                             | 300 km |
| Antriebslage                                     | vorne |
| Federung                                         | Torsionsstab |
| Kettenbreite                                     | 260 mm |
| Bodendruck                                       | 0,46 kg/cm² |

## Versionen

### Serienfahrzeuge

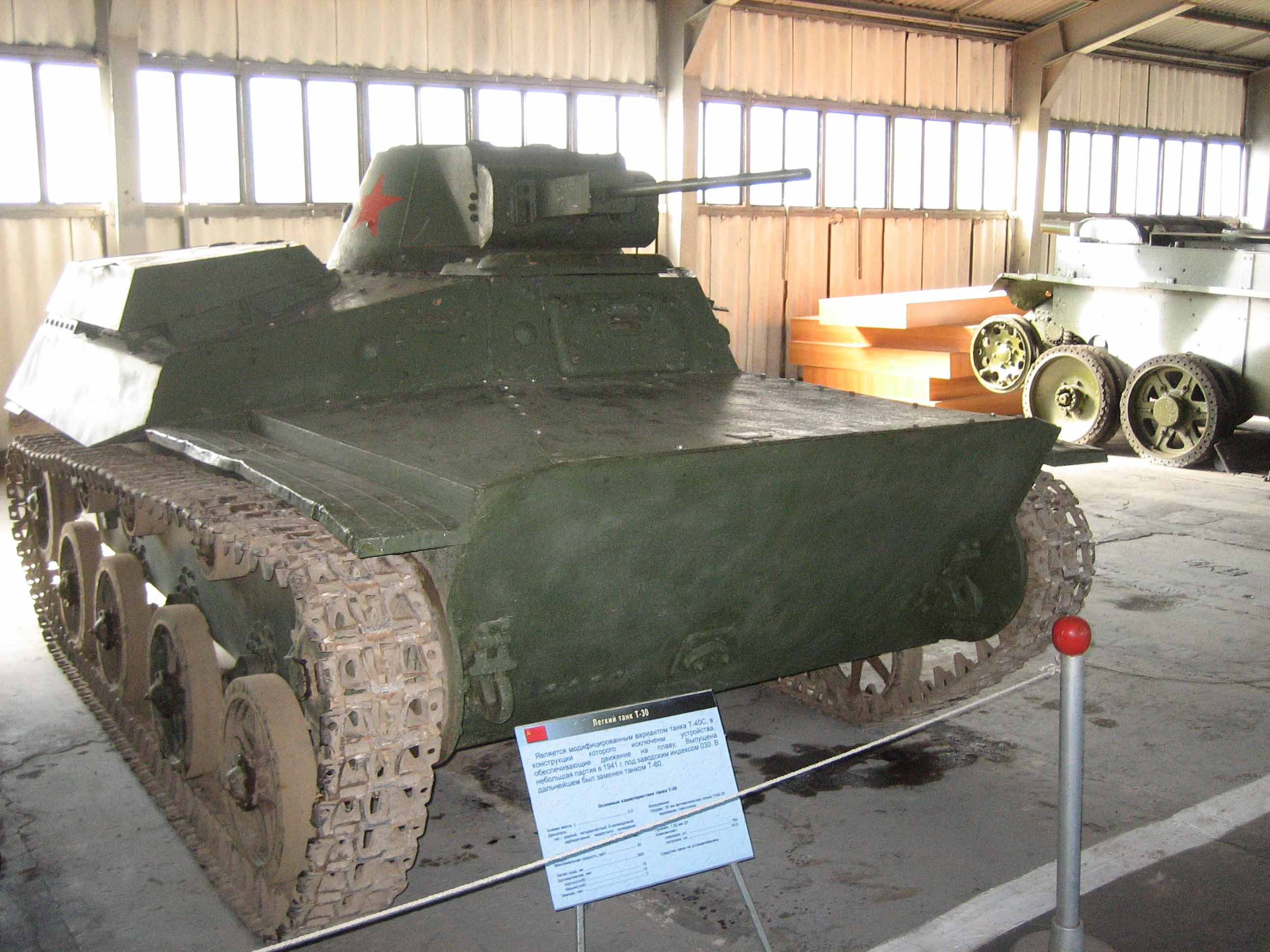
Der leichte Panzer T-30Sch mit 20-mm-SchWAK-T-Kanone im Panzermuseum Kubinka

Der T-40 wurde in verschiedenen Ausführungen gebaut. Sie unterschieden sich in Panzerung, Bewaffnung und Schwimmfähigkeit. Zwischen den Typen wurde in den Front- und Produktionsberichten jedoch nicht unterschieden, sie wurden generell als T-40 bezeichnet. Dennoch hatten alle Serienfahrzeuge eine eigene Bezeichnung:
- T-40, in der Vorkriegszeit produziert und schwimmfähig;
- T-40S, zwischen Juli und September 1941 produziert, mit leicht verstärkter Frontpanzerung, ohne die notwendige Ausrüstung für die Wasserfahrt und Schwimmfähigkeit, aber noch mit Nische für den Propeller am Heck;
- T-30 (Objekt030, vorläufige Armeebezeichnung T-60), ebenfalls nicht schwimmfähig, ohne Nische und mit verstärkter Panzerung. Teile der späteren Produktion wurden mit der 20-mm-Maschinenkanone SchWAK-T ausgerüstet (sogenannte T-30Sch). Die Entwicklung einer flacheren Wanne ohne Bootsform und Verbesserung der SchWAK-T-Kanone führte zum neuen leichten Panzer T-60.

Die Bezeichnungen T-40S, 030 und T-30 werden hauptsächlich in den Dokumenten der Nachkriegszeit und in modernen Publikationen verwendet, um die Unterscheidung der T-40-Varianten zu erleichtern.

### Versuchsfahrzeuge
Die schwache Bewaffnung gegen feindliche Panzer bewog die Konstrukteure, auch im Bereich der Bewaffnung Anstrengungen mit dem Ziel zu unternehmen, die Durchschlagfähigkeit zu verbessern. Als Lösung des Problems wurde der Entwurf einer automatischen 23-mm-Flugabwehrkanone von Ja. G. Taubin und M. N. Baburin für die Verwendung im Panzer adaptiert.
Die Panzervariante des Geschützes hatte die Bezeichnung PT-23TB (russisch ПТ-23ТБ) und wurde im Konstruktionsbüro von Alexander Emmanuilowitsch Nudelman unter seiner Beteiligung nachgearbeitet. Die Panzerwanne des Versuchspanzers T-40 mit PT-23TB-Kanone wurde zur Verstärkung der Panzerung und zur Verringerung der Abmessungen der Wanne in geringem Umfang modifiziert; Aufbau und Lage der Luken blieben hingegen im Vergleich zum Serien-T-40 beinahe unverändert.
Trotz stärkerer Panzerung und Bewaffnung wurde das Gewicht des Fahrzeuges bis auf 5,32 Tonnen verringert, auch konnte es schwimmen. An Laufwerk, Motor, Kraftübertragung und der elektrischen Ausrüstung wurden keine Änderungen vorgenommen. Der Versuchspanzer mit der PT-23TB-Kanone wurde im Juli 1941 hergestellt und Anfang Oktober geprüft. Doch bei diesen Tests hatte die Kanone viele Ausfälle, so dass der Panzer nicht von der Roten Armee angenommen wurde und nicht in Serie ging.

### Fahrzeuge auf Fahrgestell des T-40
Das Laufwerk des T-40 wurde als Fahrgestell für den Selbstfahrraketenwerfer BM-8-24 genutzt. Anstatt des Turmes wurde auf die Wanne ein Raketenwerfer aus zwölf Trägern mit Seiten- und Höhenrichtwerk gesetzt. Jeder Träger hielt zwei ungelenkte 82-mm-Raketengeschosse M-8 an Ober- und Unterseite; insgesamt 24 Raketen. Die Bezeichnung BM-8-24 (russisch БМ-8-24) setzt sich zusammen aus BM, der Abkürzung für Boewaja Maschina (russisch Боевая машина, Kampffahrzeug), die Ziffer 8 bezeichnet das Kaliber der Raketen in Zentimeter und die Zahl 24 die Gesamtzahl der Raketen. Das Feuerleitgerät des BM-8-24 konnte alle Raketen in einer Salve oder nacheinander mit vorgegebenem Takt abfeuern. Die Fahrzeuge wurden im Werk Nr. 733 „Kompressor“ hergestellt, insgesamt wurden 44 Fahrgestelle vom Werk Nr. 37 für die Montage der Abschussrampen geliefert. Nach dem Ende der Serienproduktion des T-40 setzte das Werk Nr. 733 die Fertigung des BM-8-24 mit dem Fahrgestell seines Nachfolgers, des T-60 fort.

## Entwurfsanalyse
Der kleine Schwimmpanzer T-40 war der Höhepunkt der Entwicklung seiner Fahrzeugklasse in der Sowjetunion. Nach ihm übernahm die Rote- oder Sowjetarmee keine weiteren kleinen Panzer in den Dienst und bald nach dem Ende des Zweiten Weltkrieges wurden die kleinen (sowie die leichten) Panzer aus dem Panzer-Klassifizierungssystem herausgenommen.
Von allen neueren Vorkriegspanzern (KW, T-34, T-50 und T-40) war gerade der T-40 für die Serienproduktion und im Hinblick auf die Einsatzbedingungen am weitesten entwickelt. Für die vorgesehene Verwendung – Aufklärung, Nachrichtenverbindung, Schutz der Infanterie beim Marsch – entsprach der T-40 völlig den Anforderungen. Neben seiner Besatzung konnte der T-40 zwei oder drei Schützen mit Ausrüstung leicht zu Wasser transportieren, was mit seinem Vorgänger T-38 in der Praxis unmöglich war. Die Bewaffnung aus überschweren und normalkalibrigen Maschinengewehren ermöglichte dem T-40 Erfolge bei der Infanterieunterstützung gegenüber einem Feind, der keine Panzerabwehrkanonen einsetzte und im Kampf gegen gegnerische Fahrzeuge mit leichter Panzerung. Sogar gegen leichte Panzer mit einer senkrechten Seiten- und Heckpanzerung von 10 bis 15 mm Stärke hatte der T-40 einige Chancen, da die panzerbrechenden Geschosse des DSchK diese noch durchschlagen konnten. Der niedrige Bodendruck und das recht niedrige Leistungsgewicht schlugen sich in einer guten Mobilität auf weichen Böden (zum Beispiel Sand oder Flussufern) nieder.
Hauptnachteil des T-40 war die funktionelle Überbelastung des Kommandanten. Er musste gleichzeitig die Arbeit des Kommandanten, Lade- und Richtschützen und – soweit Funkgeräte vorhanden waren – auch die des Funkers übernehmen.
Nach dem Beginn des Kriegs gegen die Sowjetunion wurde der T-40 anstatt zur Aufklärung und bei amphibischen Operationen, für die er als Schwimmpanzer geeignet war, zur Infanterieunterstützung verwendet. Da eine starke Panzerung und Bewaffnung Hauptanforderungen an einen solchen Panzer waren, konnte der T-40 mit seinen Maschinengewehren und einem Panzerschutz, der nur Feuer aus leichten Infanteriewaffen und teils aus schweren Maschinengewehren und Panzerbüchsen standhielt, nicht den moderneren leichten Panzer T-50 oder sogar den veralteten T-26 ersetzen. Er war als Infanteriepanzer klar ungeeignet. Der Verlauf der Ereignisse wurde jedoch durch die technologischen und wirtschaftlichen Umstände bestimmt. Der Versuch der Organisation der Serienproduktion des T-50 im Werk Nr. 37 schlug fehl, aber nach dem Verzicht auf die zur Wasserfahrt benötigte Ausrüstung und der Verstärkung der Panzerung des T-40 zog dieser mit dem T-26 in Sachen Panzerschutz gleich.
So wurde der ursprüngliche Befehl, die Produktion des T-40 zu beenden, widerrufen und stattdessen die „Land-Varianten“ T-40S und T-30 hergestellt. Der Entwurf des T-40 besaß dabei noch ein großes Potential zur Verbesserung und ermöglichte die schnelle Entwicklung des neuen leichten Panzers T-60 mit stärkerer Panzerung und Bewaffnung.
Auch nach der Verteidigungsphase des Krieges hatten die sowjetischen Streitkräfte Bedarf an spezialisierten Fahrzeugen wie den T-40. Als die Rote Armee zum Angriff überging, erinnerten sich die sowjetische Kommandeure an die Notwendigkeit, Schwimmpanzer zur Verfügung zu haben. So wurden die veralteten, übrig gebliebenen Schwimmpanzer T-37A und T-38 zusammen mit T-40 zu einigen amphibischen Operationen verwendet (zum Beispiel der Überwindung des Swir-Flusses). Die Amphibienradfahrzeuge DUKW-353 und Ford GPA, die im Rahmen des Lend-Lease-Abkommens an die sowjetischen Truppen geliefert wurden, wurden ebenfalls für diese Operationen verwendet. Beide konnten aber den Mangel an Schwimmpanzern nicht vollständig ausgleichen, da sie ungepanzert und unbewaffnet waren und so keinen Schwimmpanzer ersetzen konnten. Auch standen sie nicht in genügender Anzahl zur Verfügung. Die Flussflottillen mit gepanzerten Motorbooten konnten meist auch nicht eingreifen. Deswegen mussten die sowjetischen Soldaten häufig Wasserhindernisse mit improvisierten Schwimmmitteln überwinden. Im Ergebnis waren die Verluste durch deutsches Maschinengewehr- und Granatwerferfeuer sehr hoch. Der schnelle und mobile Schwimmpanzer T-40 konnte die Einnahme der anderen Seite des Wasserhindernisses deutlich vereinfachen.
Leicht gepanzerte Schwimmfahrzeuge mit überschweren Maschinengewehren oder kleinkalibrigen automatischen Kanonen sind heute in modernen Armeen weit verbreitet. Die Raupenketten wurden in vielen Fällen durch große Räder mit regulierbarem Luftdruck ersetzt. Ein gutes Beispiel ist der sowjetische BRDM-2.
| Vergleichbare Fahrzeuge        |                               |                               |                               |            |                       |
| Technische Daten               | T-40                          | T-30                          | Pz.I Ausf. B                  | AMR 35 ZT  | Typ 95 „Ha-Gō“        |
| Staat                          | Sowjetunion                   | Sowjetunion                   | Deutsches Reich               | Frankreich | Japan                 |
| Gewicht in Tonnen:             | 5,5                           | 5,5                           | 5,8                           | 6,6        | 7,4                   |
| Länge über alles in m          | 4,1                           | 4,1                           | 4,4                           | 3,9        | 4,4                   |
| Breite über alles in m         | 2,3                           | 2,3                           | 2,1                           | 1,6        | 2,0                   |
| Höhe in m                      | 1,9                           | 1,9                           | 1,7                           | 1,9        | 2,3                   |
| Besatzung                      | 2                             | 2                             | 2                             | 2          | 3                     |
| Baujahr(e)                     | 1940–41                       | 1941                          | 1935–39                       | 1935–40    | 1936–43               |
| Hauptbewaffnung:               | 12,7 mm, L79                  | 20 mm, L82                    | 2 × 7,92-mm-MG                | 13,2 mm    | 37 mm, L37            |
| Sekundärbewaffnung:            | 1 × 7,62-mm-MG                | 1 × 7,62-mm-MG                | –                             | –          | 2 × 6,5-mm-MG         |
| Granaten in Stück:             | 550                           | 750                           | –                             | ?          | 75                    |
| Schuss MG-Munition:            | 2016                          | 1512                          | 2250                          | –          | 3300                  |
| Frontpanzerung in mm/Neigung   | 15/80° (unten), 13/60° (oben) | 20/80° (unten), 15/60° (oben) | 14/65° (unten), 18/80° (oben) | 12         | 12/72°, 12/90° (oben) |
| Seitenpanzerung in mm/Neigung  | 13/90° und 13/65°             | 15/90° und 15/65°             | 14/90° und 14/68°             | 10         | 12/90° und 12/56°     |
| Turmpanzerung in mm            | 15                            | 20                            | 14–15                         | 13         | 12                    |
| Motortyp                       | Ottomotor                     | Ottomotor                     | Ottomotor                     | Ottomotor  | Dieselmotor           |
| Leistung in PS                 | 85                            | 85                            | 100                           | 80         | 110                   |
| Leistungsgewicht in PS/Tonne:  | 12,0                          | 12,0                          | 17,2                          | 12,1       | 16,2                  |
| Höchstgeschwindigkeit in km/h: | 44                            | 44                            | 40                            | 55         | 45                    |
| Fahrbereich (Straße) in km:    | 300                           | 300                           | 180                           | 180        | 250                   |

Außerhalb der Sowjetunion wurden zu dieser Zeit keine mit dem T-40 vergleichbaren Schwimmpanzer in Serie produziert. Eine mit dem T-40 vergleichbare Panzerung bei Landpanzern anderer Staaten in der Gewichtsklasse von 5 bis 7 Tonnen wiesen der deutsche leichte Panzer I, der französische Automitrailleuse AMR 35 und der japanische leichte Panzer Typ 95 „Ha-Gō“ auf. Der T-40 war besser bewaffnet als der Panzer I (12,7-mm- und 7,62-mm-Maschinengewehre gegen zwei 7,92-mm-MG), der AMR 35 war etwa gleich stark bewaffnet (13,2-mm-Maschinengewehr) und der Typ 95 war dem T-40 mit seinem 37-mm-Geschütz überlegen. Die Varianten des T-40 mit Kanonenbewaffnung (Serienpanzer mit 20-mm-SchWAK-T oder Versuchspanzer mit 23-mm-PT-23) konnten diesen Nachteil teils wettmachen. Ein immenser Nachteil bei den Gefechtsfahrzeugen war jedoch das Fehlen von Kommunikationseinrichtungen, so dass die Verständigung innerhalb wie außerhalb des Fahrzeugs ausschließlich auf optische Signale angewiesen war. In Anbetracht der hohen Zuverlässigkeit, der niedrigen Produktionskosten und des Weiterentwicklungspotenzials des T-40 kann dieser Panzer unter den gegebenen Umständen als gelungene Konstruktion Astrows und seiner Kollegen angesehen werden. Das Ausbildungsniveau in der Roten Armee im Jahr 1941 war jedoch zu schlecht für den richtigen Einsatz dieses spezialisierten Fahrzeuges und so teilte der T-40 das Schicksal der sowjetischen Truppen in den Jahren 1941–42.

## Erhaltene Fahrzeuge
Die einzigen beiden bis heute erhalten gebliebenen T-40 sind im Panzermuseum Kubinka bei Moskau ausgestellt. Der eine ist ein Panzer der Ausführung T-30Sch (mit 20-mm-Kanone SchWAK-T), der andere ist ein T-40S-Versuchsfahrzeug, aber ebenso mit SchWAK-T-Kanone anstatt des DSchK-Maschinengewehrs. Der T-30Sch wurde 2007 wieder fahrtüchtig gemacht, wogegen der T-40S ein statisches Exponat ist.

## Weiterführende Informationen